# 41-я истребительная авиационная дивизия ПВО (1949)
 41-я истребительная авиационная дивизия ПВО (41-я иад ПВО) — воинское соединение вооружённых СССР в составе войск ПВО и в составе ВВС после 1958 года.

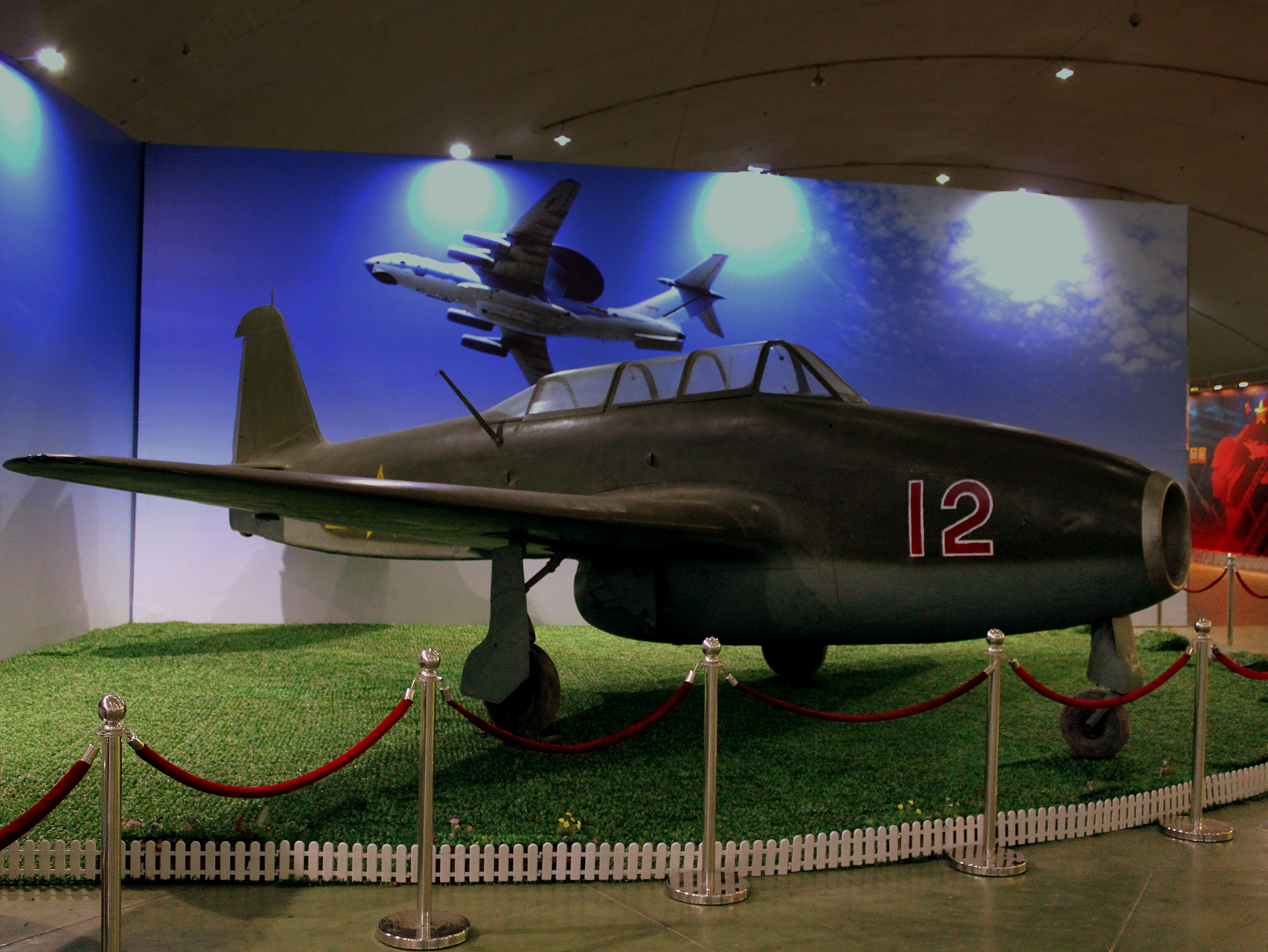
Як-17 в авиационном музее Китая

## История наименований
За весь период своего существования дивизия наименования не меняла:
- 41-я истребительная авиационная дивизия ПВО;
- 41-я истребительная авиационная дивизия.

## Формирование
41-я истребительная авиационная дивизия ПВО сформирована в феврале 1949 года в составе Ленинградского района ПВО на аэродроме Пушкин Ленинградской области. В апреле 1949 года вошла в состав 25-й воздушной истребительной армии ПВО.

## Переименование и расформирование
- 41-я истребительная авиационная дивизия ПВО в 1958 году была передана в состав 76-й воздушной армии и получила наименование 41-я истребительная авиационная дивизия.
- 41-я истребительная авиационная дивизия в соответствии с директивой Главного штаба ВВС расформирована в составе 76-й воздушной армии на аэродроме Пушкин Ленинградской области в феврале 1961 года.

## В составе объединений
| Дата          | Округ (район) ПВО           | Армия ПВО                               |
| ------------- | --------------------------- | --------------------------------------- |
| 01.02.1949 г. | Ленинградский район ПВО     |                                         |
| 01.04.1949 г. | Ленинградский район ПВО     | 25-я воздушная истребительная армия ПВО |
| 01.06.1954 г. | ПВО страны                  | Особая Ленинградская армия ПВО          |
| 01.03.1958 г. | Ленинградский военный округ | 76-я воздушная армия                    |

## Части и отдельные подразделения дивизии
Состав дивизии изменения не претерпевал, в её состав входили полки:
| Период                        | Части                                                                           | Примечание |
| ----------------------------- | ------------------------------------------------------------------------------- | --- |
| 01.02.1949 г. — 16.12.1950 г. | 11-й гвардейский истребительный Выборгский ордена Кутузова авиационный полк ПВО | Гатчина, Spitfire IX, МиГ-15, передан в 44-ю иад ПВО                                                                            |
| 03.05.1949 г. — 01.04.1960 г. | 27-й гвардейский истребительный Выборгский Краснознамённый авиационный полк     | Пушкин, Spitfire IX, МиГ-15, МиГ-17, МиГ-19, передан в 44-ю иад ПВО                                                             |
| 01.02.1949 г. — 04.03.1961 г. | 103-й гвардейский истребительный авиационный полк ПВО                           | Сиверский, Spitfire IX, Як-17, МиГ-15, МиГ-17. Переформирован в 371-ю гвардейскую отдельную вертолётную транспортную эскадрилью |
| 15.11.1950 г. — 01.03.1961 г. | 26-й гвардейский истребительный авиационный полк ПВО                            | Гатчина, Як-9, МиГ-15, МиГ-17, передан в 76-ю ВА                                                                                |

| МиГ-17 | МиГ-15 | МиГ-17 |

## Базирование
| Период            | Место базирования             |
| ----------------- | ----------------------------- |
| 02.1949 — 02.1961 | Пушкин, Ленинградская область |